# Occasionalismo
Con il termine occasionalismo si identifica la dottrina filosofica secondo cui tutti gli atti dell'uomo, sia pratici che teorici, non sono che occasioni per l'intervento di Dio.

## Esponenti e pensiero
La dottrina ha raggiunto per la prima volta la preminenza nelle scuole teologiche islamiche dell'Iraq, specialmente a Bassora. Il teologo del IX secolo Abu al-Hasan al-Ash'ari ha sostenuto che non vi è alcuna causalità secondaria nell'ordine creato. Il mondo è sostenuto e governato attraverso l'intervento diretto di una causa primaria divina. In quanto tale, il mondo è in costante stato di ricreazione da parte di Dio.
Il più famoso sostenitore della dottrina occasionalista asharita fu Abu Hamid Muhammad ibn Muhammad al-Ghazali, un teologo dell'XI secolo con base a Baghdad. In L'incoerenza dei filosofi Al-Ghazali ha lanciato una critica filosofica contro i primi filosofi islamici influenzati dai neoplatonici come Al-Farabi e Ibn Sina. In risposta all'affermazione dei filosofi secondo cui l'ordine creato è governato da cause efficienti secondarie (essendo Dio, per così dire, la causa primaria e finale in senso ontologico e logico), Ghazali sostiene che ciò che osserviamo come regolarità nella natura si basa presumibilmente su qualche legge naturale è in realtà una sorta di regolarità costante e continua. Non c'è necessità indipendente di cambiamento e divenire, a parte ciò che Dio ha ordinato. Sostenere una causalità indipendente al di fuori della conoscenza e dell'azione di Dio è privarlo della vera agenzia e diminuire il suo attributo di potere. Nel suo famoso esempio, quando il fuoco e il cotone vengono messi a contatto, il cotone viene bruciato non a causa del calore del fuoco, ma attraverso l'intervento diretto di Dio, un'affermazione che ha difeso usando la logica. Nel XII secolo, questa teoria fu difesa e ulteriormente rafforzata dal teologo islamico Fakhr al-Dīn al-Rāzī, usando la sua esperienza nelle scienze naturali di astronomia, cosmologia e fisica.
Poiché Dio è di solito visto come razionale, piuttosto che arbitrario, il suo comportamento nel causare normalmente eventi nella stessa sequenza (cioè, ciò che ci sembra essere una causalità efficiente) può essere inteso come una naturale attuazione di quel principio di ragione, che poi descrivere come le leggi della natura. In senso proprio, tuttavia, queste non sono leggi della natura ma leggi con cui Dio sceglie di governare il proprio comportamento (la sua autonomia, in senso stretto) - in altre parole, la sua volontà razionale. Questo, tuttavia, non è un elemento essenziale di un racconto occasionalista e l'occasismo può includere posizioni in cui il comportamento di Dio (e quindi quello del mondo) è considerato alla fine imperscrutabile, mantenendo così la trascendenza essenziale di Dio. Su questa comprensione, le apparenti anomalie come i miracoli non sono realmente tali: sono semplicemente Dio che si comporta in un modo che ci appare insolito. Data la sua trascendente libertà, non è vincolato nemmeno dalla sua stessa natura. Possono verificarsi miracoli, come rotture nella struttura razionale dell'universo, poiché la relazione di Dio con il mondo non è mediata da principi razionali.
In un articolo del 1978 su Studia Islamica, Lenn Goodman pone la domanda "Al-Ghazâlî Deny Causality?" e dimostra che Ghazali non ha negato l'esistenza di una causalità "mondana" osservata. Secondo l'analisi di Goodman, Ghazali non sostiene che non vi sia mai alcun legame tra causa osservata ed effetto osservato: piuttosto, Ghazali sostiene che non esiste alcun legame necessario tra causa osservata ed effetto.
Esponenti principali dell'occasionalismo furono Arnold Geulincx e Nicolas Malebranche, due pensatori del XVII secolo. La dottrina occasionalista trae le sue origini dalla filosofia di Cartesio, il quale aveva teorizzato un dualismo pressoché irriducibile fra la res cogitans, ovvero la sostanza pensante, racchiusa nell'anima, e la res extensa, ovvero la materia corporea, le cui azioni, tuttavia, secondo Cartesio, sono pur sempre comandate dal pensiero, mediante un collegamento presente nella ghiandola pineale.
Ben presto diversi pensatori criticarono questo dualismo cartesiano, soprattutto perché la spiegazione del collegamento fra le due sostanze, ideale e corporea, risultava piuttosto insufficiente: come può l'anima, incorporea, agire sul corpo, che invece è materiale? Sostennero dunque gli occasionalisti che non è l'anima, ad agire sul corpo, e che neppure all'interno dell'anima le idee, i pensieri, trovano la loro spiegazione e origine nell'anima stessa; l'unico ente capace di creare e comandare, infatti, è solo Dio, mentre la volontà umana ha una sola funzione, quella, eventuale, di condurre l'uomo all'errore, quando essa si contrappone all'azione voluta da Dio. Pertanto, secondo queste teorie, sia gli atti conoscitivi — ovvero le idee, racchiuse in questo senso in superiore mondo delle idee di stampo platonizzante — che le azioni pratiche — le quali si riducono a un mero assenso alla suprema volontà divina, che è l'unica ad essere libera — non sono che semplici occasioni per l'intervento di Dio.
Geulincx negava ogni diretta dipendenza causale tra le due sostanze e sosteneva che la corrispondenza fra l'attività psichica e l'attività corporea derivava da un accordo tra esse stabilito da Dio: esse procedevano come due orologi indicanti perfettamente la stessa ora, senza che il meccanismo dell'uno influisse per nulla su quello dell'altro. Questo occasionalismo, approfondito specie nel lato gnoseologico dal Malebranche, fu sviluppato grandiosamente da Leibniz nella sua dottrina dell'"armonia prestabilita" che governava l'attività delle monadi chiuse ciascuna in sé medesima, e in certa misura ripreso da Étienne Bonnot de Condillac e da altri minori teorici più recenti.